# Bodegón con flores, hortalizas y un cesto de cerezas (Sánchez Cotán)
El Bodegón con flores, hortalizas y un cesto de cerezas es una obra recientemente atribuida a Juan Sánchez Cotán, actualmente en una colección privada.  

## Introducción
Sánchez Cotán realizó pinturas religiosas, paisajes y retratos, pero es especialmente famoso por sus siete bodegones conocidos.El 13 de agosto de 1603, antes de ingresar en la Cartuja de Granada, el pintor hizo un inventario de sus bienes, en el que figuran varias obras de este género, algunas firmadas y fechadas. Por lo tanto, sus bodegones se sitúan en los orígenes mismos de este género en España y son de los primeros de Europa, ya que el Cesto con frutas de Caravaggio es de ca.1596.Asimismo, el presente cuadro es de los primeros bodegones españoles con flores que se conocen.

## Atribución de la obra
Esta obra se dio a conocer en 1935, en la exposición Floreros y bodegones en la pintura española, siendo atribuida por Julio Cavestany —con dudas— a Zurbarán. En 1940, en el catálogo definitivo de la exposición, fue asignada a Van der Hamen. Enrique Lafuente inicialmente dudó de su autoría, pero finalmente la asignó a Cotán en la última edición de su Breve historia de la pintura española. En abril de 2010, se expuso en la Fundación Calouste Gulbenkian, como obra de Cotán.El 4 de junio de 2013 fue declarada Bien cultural de interés nacional, razonando su atribución.

## Análisis de la obra

### Datos técnicos y registrales
- Colección privada?;
- Pintura al óleo sobre lienzo;
- Dimensiones: 90 x 109 cm, según Orozco (89,8 x 109 cm, según el BOE);
- Datación: siglo XVI-XVII;[7]
- Consta con el n.º 91 en el catálogo de Orozco, entre las "Obras de atribución dudosa".[8]

### Descripción de la obra
Como en los otros bodegones conocidos del pintor, los elementos están Iluminados desde la izquierda y colocados dentro de una ventana. Pero en éste la composición presenta un punto de vista bajo, que permite ver el plano inferior del dintel, pero que oculta el plano del alféizar donde reposan los objetos. Los elementos se distribuyen con equilibrio, pero sin rigidez. En el centro —pendiente de un gancho— aparece una cesta de esparto —o de mimbre— con cerezas, dos peras y tres claveles. Bajo el canasto y sobre el alféizar, hay —a la izquierda— un plato con habas y unas florecillas y —a la derecha— dos manojos de espárragos trigueros. En el ángulo izquierdo de la ventana, un jarrón de cristal con rosas blancas y coloreadas, y un ramo de azucenas blancas. En el ángulo derecho aparece un búcaro rojo, conteniendo lirios azules. Tras el búcaro, surge un ramo de azucenas anaranjadas, que parte del alféizar y llega hasta el cesto, como la otra vara de azucenas.
Este bodegón es el de mayores dimensiones del pintor, y presenta una forma diferente de colgar un objeto, mostrando claramente la base de la cesta. Los dos jarrones, el plato, los espárragos y algunas vainas de las habas sobresalen del borde del alféizar. Las flores parecen elevarse hacia adelante, como si buscaran la luz. El pintor representa cada elemento con un gran detalle, destacando el polen amarillo sobre los pétalos inferiores de las azucenas, el intrincado tejido de la cesta, y el estudiado desorden de los tallos de las cerezas.